# The Creature from the Pit
A The Creature from the Pit a Doctor Who sorozat 106. része, amit 1979. október 27.-e és november 17.-e között adtak négy epizódban.
Ebben a részben először adta hangját K9-nek David Brierley.

## Történet
A Tardis egy vészjelzés miatt a Chloris bolygóra érkeznek. A bolygó igen szegény fémben, és a fémkereskedést az uralkodónő, Lady Adrasta tartja kézben. Lady Adrasta minden ellenfelét egy barlangba dobatja, amelynek a mélyén sokak szerint egy valami szörnyű szörny él. A Doktorra és Romanára is ez a sors vár. De a barlangban élő teremtmény csakugyan egy vérengző gyilkos, vagy ő is csak Lady Adrasta áldozata?

## Epizódlista
| Epizódok sorszáma | Bemutató napja     | Hossza | Nézők száma (millió) |
| ----------------- | ------------------ | ------ | -------------------- |
| 1.                | 1979. október 27.  | 23:32  | 9,3                  |
| 2.                | 1979. november 3.  | 24:03  | 10,8                 |
| 3.                | 1979. november 10. | 23:55  | 10,2                 |
| 4.                | 1979. november 17. | 24:07  | 9,6                  |

## Könyvkiadás
A könyvváltozatát 1981. január 15.-n adta ki a Target könyvkiadó. Írta David Fisher.

## Otthoni kiadás
- VHS-n 2002 júliusában adták ki.
- DVD-n 2010 májusában adták ki.

### Fordítás
- Ez a szócikk részben vagy egészben  a   The_Creature_from_the_Pit című angol Wikipédia-szócikk fordításán alapul.  Az eredeti cikk szerkesztőit annak laptörténete sorolja fel. Ez a jelzés csupán a megfogalmazás eredetét és a szerzői jogokat jelzi, nem szolgál a cikkben szereplő információk forrásmegjelöléseként.